# THW Kiel
THW Kiel je házenkářský klub z německého Kielu, jenž byl založen v roce 1904. V současné době soutěží v Bundeslize a s 21 tituly je nejúspěšnějším týmem Německa.
Roky 2007 a 2012 byly nejúspěšnějšími roky v historii klubu, protože THW získal tzv. treble a vyhrál domácí ligu, domácí pohár a Ligu mistrů EHF. V roce 2012 tým vyhrál všechny ligové zápasy a stal se prvním profesionálním německým týmem, kterému se to povedlo.
Sezónu 2019–2020 zakončili jako vítězové Ligy mistrů EHF a mistři Bundesligy. Výraznou českou stopu zanechal v Kielu bývalý reprezentant Filip Jícha, který dovedl tým k vítězství v Lize mistrů jako hráč i jako trenér.

## Úspěchy (k 2021)
Házená Bundesliga: 22
- Zlato: 1957, 1962, 1963, 1994, 1995, 1996, 1998, 1999, 2000, 2002, 2005, 2006, 2007, 2008, 2009, 2010, 2012, 2013, 2014, 2015, 2020, 2021

Pohár DHB: 11
- Zlato: 1998, 1999, 2000, 2007, 2008, 2009, 2011, 2012, 2013, 2017, 2019

DHB Supercup: 10
- Zlato: 1995, 1998, 2005, 2007, 2008, 2011, 2012, 2014, 2015, 2020

Liga mistrů EHF:
- Zlato: 2007, 2010, 2012, 2020
- Stříbro: 2000, 2008, 2009, 2014

Pohár EHF:
- Zlato: 1998, 2002, 2004, 2019

Trofej mistrů EHF mužů:
- Zlato: 2007
- Stříbro: 2004

IHF Super Globe:
- Zlato: 2011
- Stříbro: 2012, 2019